# Karl Heinz Drogula
1. WEITERLEITUNG Karl-Heinz Drogula